# لیلیان کالمجان
لیلیان کالمجان (فرانسوی: Lilian Calmejane‎؛ زادهٔ ۶ دسامبر ۱۹۹۲) دوچرخه‌سوار اهل فرانسه است.
از باشگاه‌هایی که در آن رکاب زده‌است می‌توان به تیم دوچرخه‌سواری دیرکت انرژی اشاره کرد.